# Time Crisis 3
 Time Crisis 3 es la tercera entrega de la serie arcade Time Crisis. Al igual que su predecesor anterior, Time Crisis II, permite que dos jugadores cooperen en un entorno de juego y tiene el sistema de pedal distintivo Time Crisis para esconderse y avanzar. Fue el primero de la serie en implementar la posibilidad de cambiar de armas. Más tarde fue lanzado para la PlayStation 2. 

## Cambios
Time Crisis 3 incorpora un nuevo tipo de sistema de armas que le permite al jugador cambiar entre la pistola estándar de 9 balas, una ametralladora automática que puede contener 200 balas, una escopeta con 50 proyectiles y un lanzagranadas de 5 balas con un poderoso daño . Solo la pistola tiene munición ilimitada, aunque los jugadores pueden disparar a soldados vestidos de amarillo para obtener municiones para sus otras armas. Esta característica se utilizó más tarde en el puerto de Crisis Zone, con algunos cambios. 
El juego también refina el sistema flash de crisis, en el que los disparos que quitan una vida son más brillantes, lo que facilita las advertencias de soltar el pedal. 
Este título fue lanzado más tarde para PlayStation 2, junto con una historia paralela que presenta a Alicia Winston como jugadora, que solo es un partidario que no se puede jugar en la versión arcade del juego. La jugabilidad de Alicia es, en su mayor parte, igual que la campaña regular, con secciones ocasionales en las que el jugador debe usar un rifle de francotirador para lidiar con francotiradores enemigos. A diferencia de Time Crisis y Time Crisis II, el puerto de la consola doméstica presenta elementos de trama, características y armas que no se encuentran en su contraparte arcade. Al igual que con la versión PlayStation 2 de Time Crisis II, los jugadores pueden acceder al menú de ejercicios de Crisis Mission a través de un juego prolongado. 

## Trama
En 2003, cuatro años después de Time Crisis II, Astigos, la isla más grande de la nación mediterránea de Lukano, es invadida por fuerzas especiales de la vecina Federación Zagoriana. Dirigidos por el dictador general Giorgio Zott, los invasores conquistan el 80% de Astigos en cuestión de semanas a pesar de las protestas internacionales. Mientras tanto, los defensores sobrevivientes de Lukano se organizan en la Fuerza de Liberación de Lukano bajo Daniel Winston. Al enterarse de que las fuerzas zagorianas han establecido una base en el Observatorio Estatal de Astigos abandonado, Daniel y su teniente Jake Hernández lideran una pequeña fuerza para infiltrarse y destruirlo. Una vez dentro, sin embargo, son capturados por las tropas zagorianas que esperan. 
Una semana después, la hermana de Daniel, Alicia, emprende una misión en solitario para infiltrarse en un búnker zagoriano. En el interior, descarga inteligencia que la lleva a descubrir que los zaragianos han adquirido misiles balísticos tácticos, que tienen la intención de utilizar para eliminar el resto del LLF y potencialmente amenazar a las naciones vecinas. Alicia transmite la información a su contacto en el V.S.S.E., quien a su vez hace que la agencia envíe agentes Alan Dunaway y Wesley Lambert para destruir los misiles. Haciéndose pasar por pescadores, Alan y Wesley lanzan un ataque en la playa de Marano, pero los defensores de Zagorian los arrinconan rápidamente en un naufragio. Su líder, el coronel de la Fuerza Aérea Victor Zahn, los ataca en su cañonera fuertemente armada. Alicia logra robar un jeep y rescatar a los agentes, luego los ayuda a derribar a Zahn. Los tres se dirigen al centro de la ciudad de Astigos, donde se separan en un ataque sorpresa. Wesley y Alan se abren camino a través de la ciudad y el bosque para llegar a un tren de suministros que se dirige al complejo de Zott. Mientras tanto, Alicia se enfrenta a Jake, quien se revela como el traidor que vendió a Daniel. Después de sacar a Jake de la ciudad, Alicia se une con los agentes en el patio del tren. 
Randy Garrett, el jefe del "Escuadrón de Asesinos" de Zott, los lleva a una emboscada, durante la cual destruye el puente y hace que el tren caiga al río. Después de acabar con Garrett y sus hombres, Alicia, Wesley y Alan se acercan a la base, donde una vez más se separaron para derrotar a los defensores exteriores. Alan y Wesley se enfrentan al pistolero a sueldo Wild Dog, que aparentemente fue asesinado durante los eventos relacionados con el incidente de NeoDayne, con su nuevo compañero, Wild Fang, que ha mejorado enormemente la fuerza de las piernas. En la batalla que sigue, Fang aparentemente es asesinado, pero Dog una vez más se suicida con explosivos para evadir la captura. Zott se prepara para ejecutar a Daniel en venganza, pero Alicia dispara la pistola de su mano con un rifle de francotirador. Alan y Wesley persiguen a Zott al recinto mientras Alicia libera a los hombres de Daniel del cautiverio. Armados, los combatientes llegan justo a tiempo para salvar a los agentes de los soldados de Zott. 
Alan y Wesley se enfrentan a Zott dentro de la cúpula principal y lo matan a tiros, pero no antes de que inicie el lanzamiento. Usando lanzacohetes, los dos destruyen el techo del domo, haciendo que se derrumbe y destruya los misiles. Al mismo tiempo, Alicia atrapa a Jake tratando de escapar con una ojiva nuclear robada. Ella desactiva su nave, obligándolo a detonar su carga prematuramente. Usando sus habilidades de francotirador, Alicia al mismo tiempo destruye el detonador y mata a Hernández antes de enviar los restos en llamas al mar. Al reunirse con su hermano, Alicia ayuda a los agentes a escapar. 
Su misión fue un éxito, Alan y Wesley regresan a casa, mientras que el LLF finalmente derrota a los Zagorians y los obliga a salir de Lukano, recuperando el 90% de la Isla Astigos en el proceso. 

## Personajes
Protagonistas
- Alan Dunaway (nombre en clave Phoenix ), el personaje principal que toma el papel del primer jugador.
- Wesley Lambert (nombre en clave Pegasus ), el personaje principal que toma el papel del segundo jugador.
- Alicia Winston, el personaje principal que aparece en la primera historia antes de que llegara el VSSE. También es un personaje jugable a través de la consola PS2.

## Spinoff de teléfono móvil
Un spin-off de Time Crisis 3, Time Crisis Mobile (3D), se lanzó en teléfonos móviles y más tarde se reenvió en 2009 al sistema operativo iPhone con el nombre Time Crisis Strike. 

## Recepción
El juego recibió críticas "favorables" según el sitio web de agregación de revisiones Metacritic.